# Championnats du monde d'escalade 2019
Navigation
Édition précédente Édition suivante
Les Championnats du monde d'escalade de 2019 se tiennent à Hachioji, au Japon du 11 au 21 août 2019.

## Programme
Contrairement aux éditions précédentes depuis 2011, les épreuves de handi-escalade ne peuvent se dérouler au même endroit et aux mêmes dates que les épreuves des sportifs valides, pour des raisons logistiques ; l’IFSC organise donc un événement indépendant pour les championnats du monde de handi-escalade, qui se déroulent à Briançon.

## Qualification pour les Jeux olympiques d'été 2020
Les sept meilleurs grimpeurs de l’épreuve de combiné format olympique se qualifieront automatiquement pour l'épreuve d'escalade aux Jeux olympiques d'été 2020, où le sport fera ses débuts. Il y a sept places disponibles par genre, avec un maximum de deux places par pays.

## Podiums

### Bloc
| Catégorie | Or                 | Argent         | Bronze        |
| --------- | ------------------ | -------------- | ------------- |
| Femmes    | Janja Garnbret (2) | Akiyo Noguchi  | Shauna Coxsey |
| Hommes    | Tomoa Narasaki (2) | Jakob Schubert | Yannick Flohé |

### Difficulté
| Catégorie | Or                 | Argent          | Bronze         |
| --------- | ------------------ | --------------- | -------------- |
| Femmes    | Janja Garnbret (2) | Mia Krampl      | Ai Mori        |
| Hommes    | Adam Ondra (3)     | Alexander Megos | Jakob Schubert |

### Vitesse
| Catégorie | Or                      | Argent   | Bronze            |
| --------- | ----------------------- | -------- | ----------------- |
| Femmes    | Aleksandra Miroslaw (2) | Di Niu   | Anouck Jaubert    |
| Hommes    | Ludovico Fossali        | Jan Kriz | Stanislav Kokorin |

### Combiné format olympique
| Catégorie | Or                 | Argent         | Bronze            |
| --------- | ------------------ | -------------- | ----------------- |
| Femmes    | Janja Garnbret (2) | Akiyo Noguchi  | Shauna Coxsey     |
| Hommes    | Tomoa Narasaki     | Jakob Schubert | Rishat Khaibullin |